# رودریک ریجندرز
رودریک ریجندرز (انگلیسی: Roderick Rijnders; ۱ مارس ۱۹۴۱ – ۱۵ ژانویهٔ ۲۰۱۸) ورزشکار روئینگ اهل پادشاهی هلند بود.
وی در مسابقات کشوری و بین‌المللی در مجموع برندهٔ ۱ مدال نقره، ۱ مدال برنز شده‌است.